# Таџикистан на Светском првенству у атлетици на отвореном 2011.
Таџикистан је учествовао на 13. Светском првенству у атлетици на отвореном 2011. одржаном у Тегу од 27—4. септембра. Репрезентацију Таџикистана представљало је двоје такмичара (1 мушкарац и 1 жена) који су се такмичили у две дисциплине (1 мушка и 1 женска).. , 
На овом првенству Таџикистан није освојио ниједну медаљу, нити је постављен неки рекорд.

## Учесници
| Мушкарци: - Дилшод Назаров — Бацање кладива | Жене: - Владислава Овчаренко — 100 м |  |

## Резултати

### Мушкарци
| Атлетичар      | Дисциплина     | Лични рекорд | Група    | Група      | Полуфинале | Полуфинале | Финале          | Финале          | Детаљи |
| Атлетичар      | Дисциплина     | Лични рекорд | Резултат | Место      | Резултат   | Место      | Резултат        | Место           | Детаљи |
| -------------- | -------------- | ------------ | -------- | ---------- | ---------- | ---------- | --------------- | --------------- | ------ |
| Дилшод Назаров | бацање кладива | 80,11        | 76,93    | 4. у гр. А |            |            | Дисквалификован | Дисквалификован |        |

### Жене
| Атлетичарка          | Дисциплина | Лични рекорд | Квалификације | Квалификације | Група    | Група      | Полуфинале            | Полуфинале            | Финале                | Финале       | Детаљи |
| Атлетичарка          | Дисциплина | Лични рекорд | Резултат      | Место         | Резултат | Место      | Резултат              | Место                 | Резултат              | Место        | Детаљи |
| -------------------- | ---------- | ------------ | ------------- | ------------- | -------- | ---------- | --------------------- | --------------------- | --------------------- | ------------ | ------ |
| Владислава Овчаренко | 100 м      | 12,10        | 12,26         | 2. у гр. 3 КВ | 12,23    | 7. у гр. 7 | Није се квалификовала | Није се квалификовала | Није се квалификовала | 45 / 71 (73) |        |

Легенда: НР = национални рекорд, ЛР= лични рекорд, РС = Рекорд сезоне (најбољи резултат у сезони до почетка првества), КВ = квалификован (испунио норму), кв = квалификова (према резултату)